# Старопорицька сільська рада
| Старопорицька сільська рада — адміністративно-територіальна одиниця у Іваничівському районі Волинської області з адміністративним центром у селі Старий Порицьк. Сільській раді підпорядковані населені пункти: - с. Старий Порицьк - с. Клопочин |

## Склад ради
Сільська рада складається з 12 депутатів та голови. Склад ради: 11 депутатів (91.7%) — самовисуванці та ще одна депутат (8.3%) — від Народної партії. 

## Керівний склад сільської ради
| ПІБ                     | Основні відомості                                                               | Дата обрання | Дата звільнення |
| ----------------------- | ------------------------------------------------------------------------------- | ------------ | --------------- |
| Чабан Раїса Миколаївна  | Сільський голова, 1958 року народження, освіта, позапартійна                    | 26.03.2006   | 31.10.2010      |
| Чабан Раїса Миколаївна  | Сільський голова, 1957 року народження, освіта вища, позапартійна               | 31.10.2010   | 02.06.2013      |
| Єдинак Тетяна Василівна | Сільський голова, 1965 року народження, освіта середня спеціальна, позапартійна | 02.06.2013   |                 |

Примітка: таблиця складена за даними джерела

## Населення
Населення сільської ради згідно з переписом населення 2001 року становить 764 осіб. 
| Населенні пункти  | 2001 рік | 1989 рік |
| ----------------- | -------- | -------- |
| Клопочин          | 329      | 310      |
| Старий Порицьк    | 435      | 420      |
| Сукупне населення | 764      | 730      |